# Ivan Trabalík
Ivan Trabalík (ur. 8 października 1974 w Nitrze) – słowacki piłkarz występujący na pozycji bramkarza. Trabalík występował w klubach z takich krajów, jak Słowacja, Polska, Iran i Cypr.